# 851 Zeissia
851 Zeissia è un asteroide della fascia principale del diametro medio di circa 12,26 km. Scoperto nel 1916, presenta un'orbita caratterizzata da un semiasse maggiore pari a 2,2281796 au e da un'eccentricità di 0,0894914, inclinata di 2,39198° rispetto all'eclittica.
Stanti i suoi parametri orbitali, è considerato un membro della famiglia Flora di asteroidi.
L'asteroide è dedicato all'ottico tedesco Carl Zeiss. Inizialmente, come altri asteroidi scoperti all'osservatorio di Simeiz durante la prima guerra mondiale, non poté essere comunicato subito all'Istituto Rechen dell'Università di Heidelberg e fu quindi identificato per alcuni anni con una sigla contenente Σ, la lettera sigma dell'alfabeto greco.